# مونیکا سوزانسکا
مونیکا سوزانسکا (انگلیسی: Monika Sozanska؛ زادهٔ ۱۳ مارس ۱۹۸۳) شمشیرباز اهل آلمان است.